# Artur Achmatchuzin
Artur Kamilewicz Achmatchuzin (ros. Артур Камилевич Ахматхузин; ur. 21 maja 1988 w Ałegazach) – rosyjski szermierz specjalizujący się we florecie. Mistrz olimpijski i trzykrotny medalista mistrzostw świata. 
Podczas igrzysk olimpijskich w Londynie w 2012 roku był piąty drużynowo i dziewiąty indywidualnie. Na rozgrywanych cztery lata później igrzyskach olimpijskich w Rio de Janeiro reprezentanci Rosji w składzie: Artur Achmatchuzin, Aleksiej Czeriemisinow i Timur Safin wywalczyli złoty medal drużynowo. W rywalizacji indywidualnej zajął tam piętnastą pozycję.
Podczas mistrzostw świata w Budapeszcie w 2013 roku wywalczył srebrny medal indywidualnie, przegrywając w finale z Milesem Chamleyem-Watsonem z USA. Następnie zdobył brązowy medal w rywalizacji drużynowej na mistrzostwach świata w Moskwie w 2015 roku. Na tej samej imprze był też trzeci indywidualnie, plasując się za Yūkim Ōtą z Japonii i Alexandrem Massialasem z USA.
Dwukrotnie zdobywał drużynowe medale mistrzostw Europy: złoty na ME w Toruniu (2016) oraz indywidualnie i srebrny podczas ME Montreux (2015).

## Londyn 2012
| Runda       | Przeciwnik    | Państwo         | Wynik |
| ----------- | ------------- | --------------- | ----- |
| 1/16 finału | Richard Kruse | Wielka Brytania | 15:5  |
| 1/8 finału  | Ma Jianfei    | Chiny           | 11:15 |